# Học viện Hải quân Kim Jong-suk

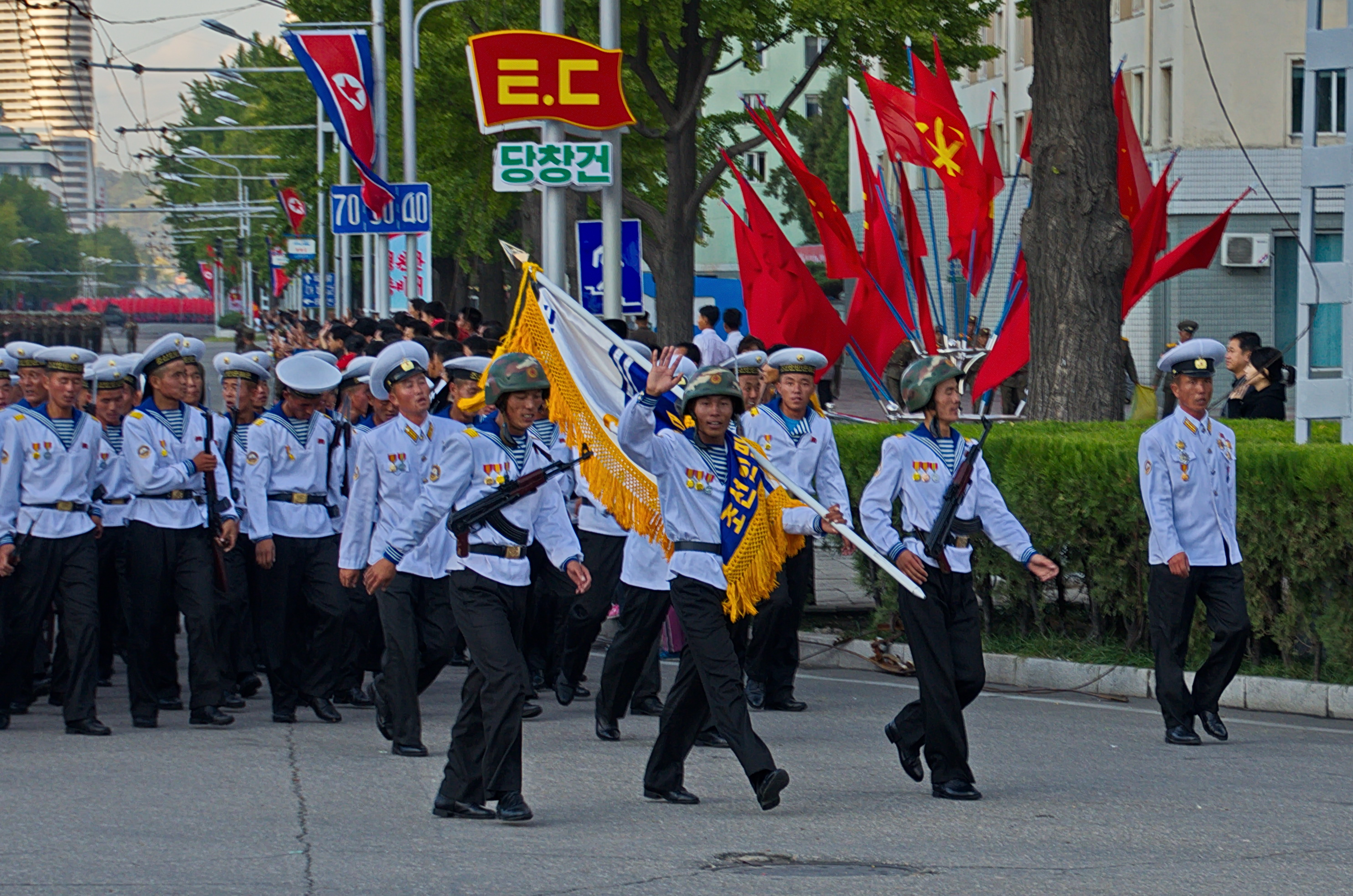
Các học viên của học viện trong một cuộc duyệt binh.

Học viện Hải quân Kim Jong-suk (tiếng Hàn Quốc: 김정숙해군대학) là một cơ sở giáo dục sau trung học ở Hamhung, Cộng hòa Dân chủ Nhân dân Triều Tiên dành cho các sĩ quan của Hải quân Nhân dân Triều Tiên. Tên của học viện này được đặt theo tên Kim Jong-suk, một chiến sĩ du kích chống Nhật của Triều Tiên và là người vợ đầu tiên của nhà lãnh đạo Bắc Triều Tiên Kim Nhật Thành. Cán bộ nhà trường còn cho dựng một bức tượng bán thân để vinh danh bà. Đây là nơi khai sinh ra các chỉ huy hải quân, bao gồm hàng chục Anh hùng CHDCND Triều Tiên và Anh hùng Lao động. Cơ sơ này có chức năng tương tự như Học viện Hải quân Triều Tiên.

## Lịch sử
Học viện này bắt đầu vai trò như một trường chỉ huy hải quân vào năm 1947. Năm 1993, học viện được chính phủ Bắc Triều Tiên đổi tên thành Kim Jong-suk. Cố lãnh đạo Kim Jong Il từng đến thăm nơi đây vào năm 2009. Năm 2014, Chủ tịch Kim Jong-un đã giám sát cuộc thi bắn súng của đội ngũ giảng viên Đại học Hải quân Kim Jeong-suk.